# مایو فونادا
مایو فونادا (انگلیسی: Mayu Funada؛ زادهٔ ۹ نوامبر ۱۹۹۰) بازیکن فوتبال اهل ژاپن است.